# Alaska National Guard

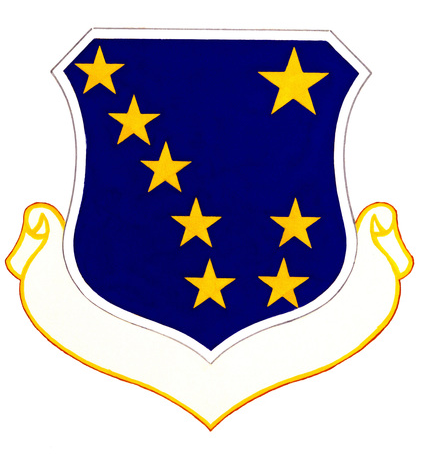
Logo der Alaska National Guard

Die Alaska National Guard (AKNG) des US-Bundesstaates Alaska (Alaska Department of Military and Veterans Affairs) besteht unter diesem Namen seit 1940 und ist Teil der im Jahr 1903 aufgestellten Nationalgarde der Vereinigten Staaten (akronymisiert USNG) und somit auch Teil der zweiten Ebene der militärischen Reserve der Streitkräfte der Vereinigten Staaten.

## Organisation
Die Mitglieder der Nationalgarde sind freiwillig Dienst leistende Milizsoldaten, die dem Gouverneur von Alaska Mike J. Dunleavy unterstehen. Bei Einsätzen auf Bundesebene ist der Präsident der Vereinigten Staaten Commander-in-Chief. Adjutant General of Alaska  ist seit 2019 Brigadier General Torrence Saxe.
Die Nationalgarden der Bundesstaaten sind seit 1903 bundesgesetzlich und institutionell eng mit der regulären Armee und Luftwaffe verbunden, so dass unter bestimmten Umständen mit Einverständnis des Kongresses die Bundesebene auf sie zurückgreifen kann. Die Nationalgardeeinheiten des Staates werden auf Bundesebene vom National Guard Bureau (Arlington, VA) unter General Steven Nordhaus koordiniert.

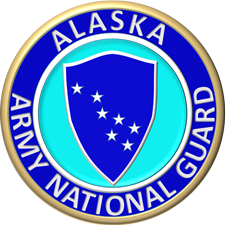
Logo der Alaska Army National Guard

Die Alaska National Guard besteht aus den beiden Teilstreitkraftgattungen des Heeres und der Luftstreitkräfte, namentlich der Army National Guard und der Air National Guard. Davon zu trennen ist die Staatsgarde, die Alaska State Defense Force und die Alaska Naval Militia, die allein dem Bundesstaat verpflichtet sind.

## Geschichte
Die Alaska National Guard wurde 1940 mit dem Ausbruch des Zweiten Weltkriegs in Europa gegründet. Das 207th Infantry Battalion wurde 1960 aufgelöst. Seit 2005 werden neu aktivierte Einheiten der Alaska National Guard im Irak und in Afghanistan eingesetzt.

## Personalstärke und Einheiten
Die Alaska Army National Guard hatte 2023 eine Personalstärke von 1.522, die Alaska Air National Guard eine von 2.203, was eine Personalstärke von gesamt 3.725 ergibt.

### Einheiten der Alaska Army National Guard
- Joint Forces Headquarters auf der Joint Base Elmendorf–Richardson,  Anchorage
  - 207th Multi-Functional Training Regiment
  - Alaska National Guard Medical Detachment
  - Alaska National Guard Recruiting and Retention Battalion

- 297th Regional Support Group auf der Joint Base Elmendorf–Richardson,  Anchorage
  - 208th Construction Management Team
  - 207th Engineer Utilities Detachment
  - 134th Public Affairs Detachment
  - 297th Military Police Company
  - 49th Personnel Detachment (Theater Gateway)

- 38th Troop Command auf der Joint Base Elmendorf–Richardson, Anchorage
  - 1st Battalion, 207th Aviation Regiment
  - 1st Battalion, 297th Infantry Regiment (taktisch Teil des 29th Infantry Brigade Combat Team der Hawaii Army National Guard)
  - 49th Missile Defense Battalion, 100th Missile Defense Brigade, Fort Greely (United States Army Space and Missile Defense Command)
  - C Company, 2nd Battalion, 641st Aviation Regiment
  - G Company, 2nd Battalion, 104th Aviation Regiment (Medical Evacuation)

- 103rd WMD Civil Support Team

### Einheiten der Alaska Air National Guard
- 168th Wing auf der Eielson Air Force Base, Fairbanks (seit 1986)
- 176th Wing auf der Joint Base Elmendorf-Richardson, Anchorage (seit 1952)